# Chiesa della Beata Vergine Maria Addolorata e San Celestino Papa
La chiesa della Beata Vergine Maria Addolorata e San Celestino Papa è la parrocchiale di Cadelbosco di Sopra, in provincia di Reggio Emilia e diocesi di Reggio Emilia-Guastalla; fa parte del 
vicariato urbano di Reggio Emilia.

## Storia
La prima citazione di una chiesa a Cadelbosco di Sopra risale al 1096. Si sa che nel 1506 l'originaria chiesetta fu rifatta a tre navate, che nel 1530 venne realizzato il coro e che nel XVIII secolo furono aggiunte diverse cappelle laterali.
L'attuale parrocchiale venne iniziata nel 1755 su progetto di Francesco Zanni. Sebbene incompleta (fu ultimata, infatti, soltanto nel 1769), la nuova chiesa venne aperta al culto il 17 giugno 1764. Nel 1811 fu collocato l'organo, originariamente posto in una chiesa di Modena, e nel 1837 venne ricostruito il campanile. Nel 1874 alla chiesa fu concesso il titolo di arcipretale e nel 1891 finalmente consacrata.

## Descrizione
La chiesa presenta un'elegante facciata in stile barocco. Al suo interno, a tre navate con soffitto a volta, si trovano cinque altari. Le pale di tre altari laterali sono state dipinte da Lorenzo Franchi (1565–1632) e raffigurano Sant'Anna, la Madonna del Rosario e la Beata Vergine di Loreto; sul quarto altare laterale, dedicato alla Madonna della Vita, è dipinto un affresco del XVI secolo che fu oggetto nei secoli passati di intensa devozione e di offerte votive. Nella sagrestia è conservato un altare con icona cinquecentesca in legno, in origine collocata nell'oratorio della corte del Traghettino.